# قائمة الفائزين والفائزات بالميداليات الأولمبية في كرة القدم
تُظهر هذه المقالة القائمة الكاملة للفائزات والفائزين بالميداليات الأولمبية في كرة القدم.

## الرجال
| الألعاب                                               | الذهبية | الفضية | البرونزية |
| ----------------------------------------------------- | --- | --- | --- |
| 1896 أثينا                                            | غير مدرج رسمياً في برنامج الألعاب الأولمبية | غير مدرج رسمياً في برنامج الألعاب الأولمبية | غير مدرج رسمياً في برنامج الألعاب الأولمبية |
| 1900 باريس                                            | بريطانيا العظمى (GBR) · جون إتش جونز · كلود باكنهام · وليام جوسلينج · ألفرد تشالك · تي. إي. بوريجدج · وليام كواش · ريتشارد تورنر · فريد سباكمان · جون نيكولاس · جاك زيللي · هنري هاسلام | فرنسا (FRA) · بيير ألمان · لويس باش · ألفرد بلوخ · فيرنان كانيل · دوپارك · يوجين فرائس · فيرجيل جايلارد · جورج غارنييه · رينيه غراندجان · لوسيان هوتو · مارسيل لامبرت · موريس ماكاين · غاستون بيلتييه | بلجيكا (BEL) · ماريوس ديلبيك · هندريك فان هيكلوم (NED) · راؤول كيليكوم · مارسيل ليبوت · لوسيان لوندو · إرنست مورو دو ميلين · إدموند نيفز · غوستاف بيلغريمز · ألفونس رينييه · إيلير سبانوج · إريك ثورنتون (GBR) |
| 1904 سانت لويس                                        | كندا (CAN) · جورج داكر · جون فريزر (لاعب كرة قدم) · جون غورلاي · ألكسندر هال · ألبرت جونسون (لاعب كرة قدم كندي) · روبرت لين · إرنست لينتون · غوردون ماكدونالد · فريدريك ستب · توم تايلور · وليام توويتس · أوتو كريستمان · ألبرت هندرسون | الولايات المتحدة (USA) · تشارلز بارتليف · وارين بريتينغهام · أوسكار بروكماير · ألكسندر كودمور · تشارلز جانيوري · جون جانيوري · توماس جانيوري · ريموند لوولر · جو ليدون · لويس مينجيس · بيتر راتيكان | الولايات المتحدة (USA) · جوزيف برادي · جورج إدوين كوكي · توماس كوكي · كورميك كوزغروف · إدوارد دييركس · مارتن دولينج · فرانك فروست · كلود جيمسون · هنري جيمسون · - جونسون · ليو أوكونيل · هاري تيت (لاعب كرة قدم) |
| كرة القدم في الألعاب الأولمبية الصيفية 1908           | بريطانيا العظمى (GBR) · هوراس بيلي · آرثر بيري (لاعب كرة قدم) · فريدريك شابمان · والتر كوربيت · هارولد هاردمان · روبرت هوكس · كينيث هنت · هربرت سميث · هارولد ستابلي · كلايد بورنيل · فيفيان وودوارد جورج بارلو · ألبرت بيل · رونالد بريبنر · دبليو كربتري · والتر دافيرن · كريس بورتر (لاعب كرة قدم) · ألبرت سكاذورن | الدنمارك (DEN) · بيتر ماريوس أندرسن · هارالد بور · تشارلز بوكوالد · لودفيغ دريشر · يوهانس غانديل · هارالد هانسن · أوقست ليندغرين · كريستيان ميدلبو · نيلز ميدلبو · سوفوس نيلسن · أوسكار نورلاند · بيورن راسموسن · فيلهلم وولفهاجن ماجنوس بيك · أودبيرت إي. بيارنهلت · كنود هانسن · إينار ميدلبو | هولندا (NED) · رينير بيووكس · فرانس دي بروين كوبس · كاريل هيجتنج · يان كوك (لاعب كرة قدم هولندي) · بوك دي كورفر · إميل موندت · لويس أوتن · يوپس ريمان · إدو سنثلاج · إد سول · يان ثومي · كاياس ويلكر يان فان دن بيرغ · لو لا شابيل · فيك غونزالفز · جون هيجنينج · توني فان رينتيرجهيم |
| كرة القدم في الألعاب الأولمبية الصيفية 1912           | بريطانيا العظمى (GBR) · آرثر بيري (لاعب كرة قدم) · رونالد بريبنر · توماس بيرن · جوزيف دينز · إدوارد هاني · جوردون هوار · آرثر نايت · هنري ليتلورت · إيفان شارب · هارولد والدن · فيفيان وودوارد دوغلاس ماكوويرتر · هارولد خباء · غوردون رايت | الدنمارك (DEN) · بول بيرث · تشارلز بوكوالد · هيالمر كريستوفرسن · هارالد هانسن · صوفوس هانسن · إيفار ليك · نيلز ميدلبو · سوفوس نيلسن · انثون اولسن · أكسل بيترسن · فيلهلم وولفهاجن إميل يورغنسن · أوسكار نورلاند · بول نيلسن · أكسل ثوفاسون سفيند آجي كاستيلا · لودفيغ دريشر · أكسل ديربيرغ · فيغو مالكمويست · كريستيان مورفيل | هولندا (NED) · نيكو بوفي · هنري دي غروت · بوك دي كورفر · نيكو دي وولف · كونستانت فيث · جست جوبل · ديرك لوتسي · سيزر تن كيت · يان فان بريدا كولف · جان فوس · ديفيد وينفيلدت بيت بومان · يوب بوتمي · جيه فورتجينز · يان فان دير سلويز |
| 1920 أنتويرب                                          | بلجيكا (BEL) · فيليكس باليو · ديزيري باستين · ماثيو براغار · روبرت كوباي · جان دي بي · أندريه فييرينس · إميل هانسي · جورج هيبدين · لويس فان هيجي · هنري لارنو · جوزيف موش · فيرنان نيسوت · أرماند سوارتنبروكس · أوسكار فيربيك | إسبانيا (ESP) · باتريشيو أريباولازا · ماريانو أراتي · خوان أرتولا · خوسيه ماريا بيلاوستي · سابينو بيلباو · أغستين إيزاغويري · رامون إكياثابال · رامون جيل · دومينغو أسيدو · سيلفيرو إيزاغويري · بيتشيتشي · لويس أوتيرو · فرانشيسكو باغازاورتوندوا · جوسيب ساميتيير · أغوستين سانشو · فليكس سيسوماغا · بيدرو فالانا · خواكين فاسكيز · ريكاردو زامورا | هولندا (NED) · آري بيشهاار · ليو بوسشارت · إيفرت يان بولدر · ياپ بولدر · هاري دينيس · يوب فان دورت · بير جروسيوهان · فيليكس فون هايدن · فريتس كوبرز · ديك ماكنيل · يان دي ناتريس · أوسكار فان رابارد · هينك ستيمان · بن فيرفاي |
| 1924 باريس                                            | الأوروغواي (URU) · خوسيه أندرادي · بيدرو أريسبي · بيدرو سيا · ألفريدو غيهيرا · اندريس مزالي · خوسيه ناسازي · خوسيه نايا · بيدرو بيتروني · أنخيل رومانو · هيكتور سكاروني · همبرتو توماسينا · أنطونيو أورديناران · سانتوس أورديناران · خوسيه فيدال (لاعب كرة قدم) · ألفريدو زيبيشي بيدرو كاسيلا · لويس شيابارا · بيدرو إتشيجوين · زويلو سالدومبيدي · باسكوال سوما · فيرمين أوريارتي · بيدرو زينجون                                                                             | سويسرا (SUI) · ماكس أبغلن · فيليكس بيدوريه · والتر ديتريش · كارل إهرنبولجر · بول فاسلر · ادمون كرامر · أدولف مينغوتي · أغسطس أوبيرهوزر · روبرت باش · آرون بوليتز · هانز بولفر · رودولف رامساير · أدولف رييموند · بول شمييدلين · بول ستورزينيغر تشارلز بوفير · غوستاف جوتنكيني · جان هاج · مارسيل كاتز · لويس ريتشارد · تيو شير · فالتر فايلر | السويد (SWE) · أكسل ألفريدسون · تشارلز برومسيسون · غوستاف كارلسون · ألبين داهل · سفين فرايبيرج · فريتيوف هيلين · كونراد هيرش · غونار هولمبرغ (لاعب كرة قدم) · بير كاوفيلدت · تور كيلر · رودولف كووك · سيغفريد ليندبيرج · سفين يندكفيست · إيفرت اندكفيست · ستين ميلغرين · سفين ريدل · هاري سوندبيرج · تورستن سفينسون كارل غوستافسون · فيغور ليندبيرج · غونار أولسون · روبرت زاندر (لاعب كرة قدم)                                     |
| كرة قدم في الألعاب الأولمبية الصيفية 1928 ‏            | الأوروغواي (URU) · خوسيه أندرادي · بيدرو أريسبي · خوان أرومون · رينيه بورخاس · أنطونيو كامپولو · أدهيمار كانافيسي · هيكتور كاسترو · بيدرو سيا · لورينزو فيرنانديز · روبرتو فيغيروا · ألفارو غيستيدو · اندريس مزالي · خوسيه ناسازي · بيدرو بيتروني · خوان بيريز · هيكتور سكاروني · سانتوس أورديناران بيريغرينو أنسيلمو · Venancio Bartibas · Fausto Batignani · أنجيل ميلونيو · دومينغو تيخيرا ·                                                                              | الأرجنتين (ARG) · لودوفيكو بيدوجلي · أنجيل بوسيو · ساؤول كالاندرا · أدولفو كاريكابيري · روبرتو تشيرو · أوكتافيو دياز · خوان إيفاريستو · مانويل فيريرا · إنريكي جاينزارين · أنخيل ميديسي · لويس مونتي · رودولفو أورلانديني · رايموندو أورسي · فيرناندو باتيرنوستر · فيليسيانو بيردوكا · دومينغو تاراسكوني Alfredo Helman · سيغوندو لونا · بيدرو أوتشوا · ناتاليو بيرينيتي · لويس فايمولر · أدولفو زوميلزو ·                                                               | إيطاليا (ITA) · أدولفو بالونشييري · إلفيو بانشيرو · ديلفو بيليني · فولفيو برنارديني · أومبيرتو كاليغاريس · جانبييرو كومبي · جوفاني دي برا · بييترو جينوفيزي · أنطونيو ياني · فيرجيلو ليفراتو · ماريو ماغنوزي · سيلفيو بيتروبوني · ألفريدو بيتو · إنريكو ريفولتا · فيرجينيو روزيتا · جينو روسيتي · أنجيلو سكيافيو فالنتينو ديغاني · أتيليو فيراريس · فيليتش غاسربي · بيترو باستوري · أندريا فيفيانو ·                                |
| 1932 لوس أنجلوس                                       | لم يُدرج في البرنامج الأولمبي | لم يُدرج في البرنامج الأولمبي | لم يُدرج في البرنامج الأولمبي |
| كرة قدم في الألعاب الأولمبية الصيفية 1936 ‏            | إيطاليا (ITA) · جوزيبي بالدو · سيرجيو بيرتوني · كارلو بياجي · جوليو كابيللي · ألفريدو فوني · أننيبال فروسي · فرانشيسكو غابريوتي · أوغو لوكاتيللي · ليبيرو مارشيني · ألفونسو نيغرو · أكيلي بيتشيني · بييترو رافا · لويجي سكارابيلو · برونو فينتوريني · | النمسا (AUT) · فرانز فوكسبرجر · ماكس هوفميستر · إدوارد كاينبرجر · كارل كاينبرجر · مارتن كارغل · يوسف كيتزمولر · أنطون كرين · إرنست كونز · أدولف لاودون · فرانز ماندل · كليمنت ستاينميتس · كارل فالمولر · والتر ويرجينز · | النرويج (NOR) · آرنه بروستاد · نيلس إريكسن · أود فرانتزن · سفره هانسن · رولف هولمبرغ · أويفيند هولمسن · فريدريك هورن · ماجنار إيساكسن · هنري يوهانسن · يورغن جوفي · رايدار كفامن · ألف مارتينسن · ماغدالون مونسن · فريثجوف أوليبيرج · |
| كرة القدم في الألعاب الأولمبية الصيفية 1948 ‏          | السويد (SWE) · تورستن ليندبرغ · كالي سفينسون · كنوت نوردال · إريك نيلسون · بيرغر روسينغرين · بيرتل نوردال · سوني أندرسون (لاعب كرة قدم، 1898) · غونار غرين · غونار نوردال · هنري كارلسون · نيلس ليدهولم · بارجي لياندر · | يوغوسلافيا (YUG) · Franjo Šoštarić · ميروسلاف بروزوفيتش · برانكو ستانكوفتش · زلاتكو كايكوفسكي · ميودراغ يوفانوفيتش (لاعب كرة قدم) · ألكساندار أتاناكوفيتش · بروفوسلاف ميهايلوفتش · رايكو ميتيتش · فرانيو وولفل · ستيبان بوبيك · جيلكو تشايكوفسكي · كوستا توماشيفيتش · ليوبومير لوفريتش · Zvonimir Cimermančić · برنارد فوكاس · | الدنمارك (DEN) · جون هانسن · كارل آجي هانسن · إيفان جنسن · فيغو جنسن (لاعب كرة قدم) · جون لوندبيرغ · أيغيل نيلسن (لاعب كرة قدم) · كنود بورج أوفركارد · أكسل بيلمارك · يوهانس بلوجر · كارل آجي بريست · هولجر سيباخ · يورغن ليشلي سورنسن · ديون أورنفولد · كنود باسترب-بيرك · هانس كولبيرغ · إدفين هانسن · يورغن دبليو. هانسن · إريك كولد جينسين · أوفه جنسن · بير كنودسن (لاعب كرة قدم) · بول بيترسن (لاعب كرة قدم) · إرلينغ سورينسن |
| كرة القدم في الألعاب الأولمبية الصيفية 1952 ‏          | المجر (HUN) · جيولا غروسيكس · جينيو دالنكي · ميهالي لانتوس · إيمري كوفاكس · جيولا لورانت · يوزيف بوجيك · لازلو بوداي · ساندور كوتشيس · ناندور هيديكوتي · فيرينتس بوشكاش · زولتان تشيبور · جينو بوزانسكي · يوزيف زاكارياش · لايوس تشورداش · بيتر بالوتاس · | يوغوسلافيا (YUG) · فلاديمير بيارا · برانكو ستانكوفتش · توميسلاف كرنكوفيتش · زلاتكو كايكوفسكي · إيفيكا هورفات · فويادين بوشكوف · تيهومير أوغنيانوف · رايكو ميتيتش · برنارد فوكاس · ستيبان بوبيك · برانكو زيبيتش · | السويد (SWE) · كالي سفينسون · لينارت صامويلسون · إريك نيلسون · هولغر هانسون · بينجت غوستافسون · جوستا لينده · سيلف بينغتسون · جوستا لوفجرين · إنغفار ريديل · ينغفي برود · غوستا ساندبرغ · أولوف أهلوند |
| 1956 ملبورن                                           | الاتحاد السوفيتي (URS) · ليف ياشين · نيكولاي تيشينكو · ميخائيل أوغونكوف · ألكسي بارامونوف · أناتولي باشاشكين · إيغور نيتو · بوريس تاتوشين · أناتولي إيساييف · إدوارد ستريلتسوف · فالنتين إيفانوف · فلاديمير ريجكين · بوريس كوزنيتسوف · يوزيف بيتسا · سيرجي سالنيكوف · بوريس رازنسكي · أناتولي ماسليونكن · أناتولي إيلين · نيكيتا سيمونيان | يوغوسلافيا (YUG) · بيتر رادنكوفيتش · ملادن كوششاك · نيكولا رادوفتش · إيفان شانتيك · ليوبيشا سبايتش · دوبروساف كريستيتش · دراغوسلاف سيكولاراك · زلاتكو بابيك · سافا أنتيتش · تودور فيسيلينوفيتش · محمد موجيتش · بلاغوي فيدينيتش · إبراهيم بيوغراديتش · لوكا ليبوشينوفتش | بلغاريا (BUL) · ستيفان بوسخوف · جورجي نايدينوف · كيريل راكاروف · مانول مانولوف · نيكولا كوفاشيف · بانايوت بانايوتوف · إيفان بوتكيف كوليف · كروم يانيف · جافريل ستويانوف · تودور ديف · يوسيف يوسيفوف · جورجي ديميتروف (لاعب كرة قدم بلغاري) · ميلتشو غورانوف · ديميتار ميلانوف |
| 1960 روما                                             | يوغوسلافيا (YUG) · أندريا أنكوفتش · فلاديمير دركوفيتش · ميلان غاليتش · فخر الدين يوسفي · توميسلاف نيز · بورا كوستيتش · ألكساندر كوزلينا · دوشان مارافيتش · زيليكو ماتوس · زيليكو بيروسيتش · نوڤاك روجانوفيتش · فيليمير سومبولاتش · ميلوتن سوسكيتش · سيلفستر تاكاك · بلاغوي فيدينيتش · أنتي زانتيك | الدنمارك (DEN) · بول أندرسن (لاعب كرة قدم) · جون دانييلسن · هينينج إنوكسن · هنري فروم · بنت هانسن · بول جنسن · هانس كريستيان نيلسن · هارالد نيلسن (لاعب كرة قدم) · فليمنيغ نيلسن · بول بيدرسن · يورن سورينسن · تومي ترولسن · إريك غاردهوئ · يورغن هانسن · هنينج هيلبراندت · بينت كروج · إرلينغ ليندي لارسن · بول ميير · فين ستيروبو | المجر (HUN) · فلوريان ألبرت · جينيو دالنكي · زولتان دوداش · يانوس دوناي · لايوس فاراغو · يانوس غوروكس · فيرينك كوفاتش · ديجو نوفاك · بال أوروش · لاسزلو بال · تيبور بال · غيولا راكوسي · إمري ساتوري · إرنو سوليموسي · غابور توروك · بال فارهييدي · أوسكار فيليزال |
| اليابان كرة القدم في الألعاب الأولمبية الصيفية 1964 · | المجر (HUN) · فرينيك بيني · تيبور تشيرناي · يانوش فاركاش · يوزيف غيلي · كالمان إيهاز · ساندور كاتونا · إمري كومورا · فيرينك نوغرادي · ديجو نوفاك · Árpád Orbán · كارولي بالوتاي · أنتال سزينتميهالي · غوستاف سيبيشي · زولتان فارغا | تشيكوسلوفاكيا (TCH) · يان بروموفسكي · لودوفيت تسفيتلر · يان جيليتا · فرانتيسيك كنيبورت · كاريل كنيسل · كاريل ليشتنيغل · فويتشيف ماسني · شتيفان ماتلاك · إيفان مراز · كاريل نيبوموتشي · زدينيك بيتشمان · فرانتيشيك شموكير · أنطون شفايلين · أنطون أوربان · فرانتيسيك فالوشيك · جوزيف فويتا · فلاديمير وايس | فريق عموم ألمانيا في الألعاب الأولمبية (EUA) · جيرد باكهوس · ولفغانغ بارتيلز · بيرند باوخشبيس · جيرهارد كورنر · أوتو فرايسدورف · هنينج فرينزل · ديتر إنجلهاردت · هيربرت بانكاو · مانفريد جايسلر · يورغن هاينش · كلاوس ليسيفيتش · يورغن نولدнер · بيتر روك · كلاوس-ديتر سيهاوس · هيرمان ستوكر · فيرنر أونغر · كلاوس أوربانسيك · إبرهارد فوغل · مانفريد والتر · هورست فايناڠ                                                          |
| 1968 مكسيكو سيتي                                      | المجر (HUN) · إيستفان باستى · أنتال دوناي · لاجوس دوناي · إرنيو نوشكو · ديجو نوفاك · كارولي فاتير · لازلو فازيكاس · إستفان جوهاز · لاسزلو كيجلوفيتش · لاجوس كوشتش · إيفان منزيل · لاسزلو ناجي · ميكلوس بانكسيكس · إيستفان شاركوزي · لايوش سزوكس · زولتان سزاركا · ميكلوس زالاي | بلغاريا (BUL) · ستويان يوردانوف · أتاناس جيروف · جورجي هريستاكيف · ميلكو غايدارسكي · كيريل إيفكوف · إيفايلو جورجييف · تسفيتان ديميتروف · إفجيني يانتشوفسكي · بيتار جيكوف · أتاناس ميخائلوف · أسباروف نيكوديموف · كيريل ستانكوف · جورجي تسيفيتكوف · تودور كراستيف · يانشو ديميتروف · إيفان زافيروف · ميخائيل جيونين · جورجي فاسيليف | اليابان (JPN) · كينزو يوكوياما · هيروشي كاتاياما · ماساكاتسو مياموتو · يوشيتادا ياماغوتشي · ميتسو كاماتا · ريوزو سوزوكي · كيوشي توميزاوا · تاكاجي موري · أريتاتسو أوجي · أيزو يوجوتشي · شيجيو يايجاشي · تروكي مياموتو · ماساشي واتانابي · ياسويوكي كوواهارا · كونيشيجي كاماموتو · ايكو ماتسوموتو · ريويتشي سوجياما · ماساهيرو هامازاكي                                                                                              |
| كرة القدم في الألعاب الأولمبية الصيفية 1972           | بولندا (POL) · هوبرت كوستكا · زبيغنيو غوت · يرزي غورغون · زيغمونت أنتشوك · لييسواف تشميكيفيتش · زيغمونت ماسيزيك · يرزي كراسا · كازيميرز دينا · زيغفريد شولتيسيك · فلودزيميرز لوبانسكي · روبرت غاودخا · ريشارد شيمتشاك · أنتوني شيمانوسكي · خواكيم ماركس · غجيغوج لاتو · ماريان أوستافينسكي · كازيميرز كمييتسيك | المجر (HUN) · إستفان غيكسي · بيتر فيبي · ميكلوس بانكسيكس · بيتر يوهاس · لايوش سزوكس · ميهالي كوزما · أنتال دوناي · لاجوس كو · بيلا فارادي · إدي دوناي · لاسزلو بالينت · لاجوس كوشتش · كالمان توث · لازلو برانيكوفيتس · يوزيف كوفاتش · تشابا فيداتش · أدام روثيرميل | الاتحاد السوفيتي (URS) · أوليغ بلوخين · مورتاز خورتسيلافا · يوري إستومن · فلاديمير كابليتشني · فيكتور كولوتوف · يفغيني لوفتشيف · سيرجي أولشانسكي · إفيغيني روداكوف · فياشيسلاف سيميونوف · غينادي يفريوجيخين · اوجانس زانزانيان · أندري ياكوبك · أركادي أندرياسيان · ريفاز دزودزواشفيلي · يوجيف سابو · يورى ييليسييف · فلاديمير أونيستشينكو · أناتولي كوكسوف · فلاديمير بيلغوي                                                       |
| كرة القدم في الألعاب الأولمبية الصيفية 1972           | بولندا (POL) · هوبرت كوستكا · زبيغنيو غوت · يرزي غورغون · زيغمونت أنتشوك · لييسواف تشميكيفيتش · زيغمونت ماسيزيك · يرزي كراسا · كازيميرز دينا · زيغفريد شولتيسيك · فلودزيميرز لوبانسكي · روبرت غاودخا · ريشارد شيمتشاك · أنتوني شيمانوسكي · خواكيم ماركس · غجيغوج لاتو · ماريان أوستافينسكي · كازيميرز كمييتسيك | المجر (HUN) · إستفان غيكسي · بيتر فيبي · ميكلوس بانكسيكس · بيتر يوهاس · لايوش سزوكس · ميهالي كوزما · أنتال دوناي · لاجوس كو · بيلا فارادي · إدي دوناي · لاسزلو بالينت · لاجوس كوشتش · كالمان توث · لازلو برانيكوفيتس · يوزيف كوفاتش · تشابا فيداتش · أدام روثيرميل | ألمانيا الشرقية (GDR) · يورغن كروي · مانفريد زابف · كونراد وايس · برند برانش · يورغن بوميرنك · يورغن شبارفاسر · هانس-يورغن كرايشه · يواخيم شترايش · وولفغانغ سيغوين · بيتر دوكي · فرانك غانزيرا · لوتار كوربيوفايت · إبرهارد فوغل · هارلد ايرمشير · رالف شولتنبيرج · رينهارد هافنر · زيغمار فتزليش |
| مونتريال 1976 ‏                                        | ألمانيا الشرقية (GDR) · هانز-أولريش جريبينتين · ويلفريد جريبنر · يورغن كروي · جيرد ويبر · هانز-يورغن دورنر · كونراد وايس · لوتار كوربيوفايت · راينهارد لاوك · غيرت هايدلر · رينهارد هافنر · هانز-يورغن ريديجير · برند برانش · مارتن هوفمان · جيرد كيتشه · وولفرام لو · هارتموت شادي · ديتر ريدل | بولندا (POL) · يان توماشوسكي · بيوتر موليك · أنتوني سيامانوفسكي · يرزي غورغون · فويتشخ رودي · فلاديسلاف زمودا · زيغمونت ماسيزيك · هنري كاسبرتشاك · رومان أوجازا · كازيميرش كمييتسيك · كازيميرز دينا · أندري زارماخ · هنريك ويتشورك · ليسواف تشميكيفيتش · يان بينيجير | الاتحاد السوفيتي (URS) · فلاديمير أستابوفسكي · أناتولي كونيكوف · فيكتور ماتفينكو · ميخايلو فومينكو · ستيفان ريشكو · فلاديمير تروشكن · دافيد كيبياني · فلاديمير أونيستشينكو · فيكتور كولوتوف · فلاديمير فيريمييف · أوليغ بلوخين · ليونيد بورياك · فلاديمير فيودوروف · ألكسندر ميناييف · فيكتور زفياجينتسيف · ليونيد نازارينكو · ألكسندر بروخوروف                                                                                     |
| كرة القدم في الألعاب الأولمبية الصيفية 1980           | تشيكوسلوفاكيا (TCH) · ستانيسلاف سيمان · لوديك ماتسيلا · يوسف مازورا · ليبور راديميتس · زدينيك ريجيل · بيتر نيميتش · لاديسلاف فيزيك · يان برغر · يندريخ سوبودا · لوبومير بوكلودا · ويرنر ليكا · روستيسلاف فاكلافيتش · ياروسلاف نيتوليكا · أولدريش روت · فرانتيسيك ستامباتشر · فرانتيسيك كونزو | ألمانيا الشرقية (GDR) · بودو رودوالايت · أرتور أولريش · لوثار هاوزه · فرانك أولهيغ · فرانك باوم · روديغر شنوبهاسه · فرانك تيرلتسكي · فولفغانغ شتاينباخ · يورغن باهرينغر · فيرنر بيتر · ديتر كوين · نوربرت ترييلووف · ماتياس مولر · ماثياس ليبرس · بيرند ياكوبوفسكي · فولف-روديغير نتس | الاتحاد السوفيتي (URS) · رينات داساييف · تينغيز سولاكفليدزه · ألكسندر تشيفادزه · فاغيز خيدياتولين · أوليغ رومانتسيف · سيرغي شافلو · سيرغي أندرييف · فولوديمير بيسونوف · يوري غافريلوف · فيودور تشيرينكوف · فاليري غازاييف · فلاديمير بيلغوي · سيرغي بالتاتشا · سيرغي نيكولين · خورين أوغانيسيان · ألكسندر بروكوبينكو |
| كرة القدم في الألعاب الأولمبية الصيفية 1984           | فرنسا (FRA) · ويليام عياش · ميشيل بن سوسان · ميشيل بيبار · دومينيك بيجوتات · فرانسوا بريسون · باتريك كوباين · باتريس غاراندي · فيليب جانول · قاي لاكومب · جان-كلود ليمولت · جان فيليب رور · ألبير روست · ديديه سيناك · جان-كريستوف توفينيل · جوزيه توريه · دانييل زيريب · جان-لويس زانون | البرازيل (BRA) · Pinga · دافيد كورتيس دا سيلفا · ميلتون كروز · لويس هنريكي دياز · أندريه لويس فيريرا · ماورو غالفايو · Tonho · كيتا · غيلمار بوبوكا · سيلفيو بايفا · غيلمار رينالدي · ألديمير · باولو سانتوس · رونالدو مورايس سيلفا · دونغا · فرنسيسكو كارلوس مارتينز فيدال · لويز كارلوس وينك | يوغوسلافيا (YUG) · ميرساد بالييتش · محمد بازداريفيتش · فلادو شابليتش · بوريسلاف سفيتكوفيتش · ستيبان ديفيريتش · ميلكو جوروفسكي · ماركو إلسنر · نيناد جراتشان · توميسلاف إيفكوفيتش · سريتشكو كاتانيتش · برانكو ميليوش · ميتار مركلا · يوفيتشا نيكوليك · إيفان بودار · ليوبومير رادانوفيتش · أدمير سماجيك · دراغان ستوجكوفيتش |
| 1988 سيول                                             | الاتحاد السوفيتي (URS) · ديميتري خارين · جيلا كيتاشفيلي · إيغور سكلايروف · أوليكسى تشيريدنيك · أرفيداس جانونيس · فاديم تيشينكو · يفغيني كوزنيتسوف · إيغور بونوماريوف · ألكساندر بوروديوك · إيغور دوبروفولسكي · فولوديمير ليوتي · يفغيني ياروفينكو · سيرغي فوكين · فلاديمير تاتيرجيك · ألكسي ميخاليتشينكو · أليكسي برودنيكوف · فيكتور لوسيف · سيرغي غورلوكوفيتش · يوري سافيتشيف · آرمنس ناربكوفاس                                                                             | البرازيل (BRA) · ألديمير (لاعب كرة قدم) · ألوسيو بيريس ألفيس · أنديرادي أمارال · جواو باتيستا فيانا سانتوس · بيبيتو · كاريكا (لاعب كرة قدم مواليد 1968) · آندريه كروز · إدمار (لاعب كرة قدم مواليد 1960) · جيوفاني فاريا دا سيلفا · جواو باولو · جورجينيو (لاعب كرة قدم، مواليد 1964) · ميلتون لويز دي سوزا فيلو · نيتو (لاعب كرة قدم مواليد 1966) · روماريو · كلاوديو تافاريل · لويز كارلوس وينك · ريكاردو غوميش · مازينيو · فالدو فيليو · خوسيه كارلوس دا كوستا أراوخو | ألمانيا الغربية (FRG) · أوليفر ريك · ميخائيل شولتس · أرمين غورتز · فولفغانغ فونكل · توماس هورستر · أولاف يانسن · رودولف بومر · هولجر فاخر · يورغن كلينسمان · فولفرام فوتكه · فرانك ميل · أوفه كامبس · رولاند غراهامر · توماس هسلر · كريستيان شراير · فريتز فالتر (لاعب كرة قدم، مواليد 1960) · رالف زييفرز · جيرهارد كليبينجر · كارل-هاينتس ريدله · غونار زاور                                                                      |
| كرة القدم في الألعاب الأولمبية الصيفية 1992           | إسبانيا (ESP) · خوسيه إيميليو أمافيسكا · رافائيل بيرجيس · سانتياغو كانيزاريس · ابيلاردو فرنانديز · ألبرت فيرير · بيب غوارديولا · ميغيل هرنانديز · توني خيمينيز · ميكيل لاسا · خوان مانويل لوبيز · خافيير مانخارين · لويس إنريكي · كيكو (لاعب كرة قدم إسباني) · ألفونسو بيريز · انتونيو بينيلا ميرندا · باكو سولر · جبريل فيدال · روبرتو سولوزابال · ديفيد فيلابونا · فرانسيسكو فيزا                                                                                          | بولندا (POL) · داريوس أدامتشوك · مارك بايور · يرزي بريتشك · مارك كوزمنسكي · داريوس جيسور · مارسين جاوتشا · توماش لايبينسكي · توماس فالدوخ · ألكسندر كلاك · أندجيه كوبيلايسكي · ريشارد ستانيك · فويتشخ كووالتشيك · أندريه يوسكوفياك · غريغوز مييلكارسكي · بيير شفيرتشفسكي · ميروشواف فالوجورا · داريوس كوسلا · أركاديوس أونيشكو · داريوس شوبيرت · توماش ويسيتشكي | غانا (GHA) · جواشين ياو أتشامبونغ · سيمون أدو · سامي أدجي (لاعب كرة قدم) · ماكسويل كونادو · مامود أمادو · إسحاق أساري · فرانك أمنكواه · نيي لامبتي · برنارد أريي · كوامي آيو · محمد غارغو · محمد كاليليو · إبراهيم دوسي · صامويل كوفور · صامويل كومه · أنتوني منساه · أليكس نياركو · ياو بريكو · شمو كواي · أولي رحمن |
| 1996 أتلانتا                                          | نيجيريا (NGR) · دانييل أموكاتشي · إيمانويل أمونيكي · تيجاني بابانجيدا · سيلستين بابايارو · ايمانويل بابايارو · تسليم فاتوسي · فيكتور إيكبيبا · دوسو جوزيف · نوانكو كانو · غاربا لاوال · أبيودون أوبا فيمي · كينغسلي أوبياكيو · أوتشي أوكيتشوكوو · جي-جي أوكوتشا · ساندي أوليسيه · موبي أوباراكو · ويلسون أوروما · تاريبو وست | الأرجنتين (ARG) · ماتياس ألميدا · روبرتو أيالا · كريستيان باسيداس · كارلوس بوسيو · بابلو كافاييرو · خوسيه تشاموت · هرنان كرسبو · مارسيلو ديلجادو · مارسيلو غاياردو · كلاوديو لوبيز · غوستافو أدريان لوبيز · هوغو موراليس · أرييل أورتيغا · بابلو باز · ماوريسيو بينيدا · روبيرتو سينسيني · دييغو سيميوني · خافيير زانيتي | البرازيل (BRA) · ديدا · زي ماريا (لاعب كرة قدم برازيلي) · ألدايير · رونالدو غوييرو · فلافيو كونسيساو · روبرتو كارلوس · بيبيتو · أمارال (لاعب كرة قدم) · رونالدو · ريفالدو · سافيو · دانرلي · نارسيسو دوس سانتوس · أندريه لويز موريرا · زي إلياس · مارسيلينيو · لويز كارلوس بونبوناتو جولارت · جونينيو باوليستا |
| 2000 سيدني                                            | الكاميرون (CMR) · صامويل إيتو · سيرج ميمبو · كليمان بيود · آرون نجويمبات · جول إيبالي · موديستي مبامي · باتريس أباندا · نيكولاس ألنوجي · دانيل بيكونو · سيرج برانكو · لوران (لاعب كرة قدم) · كارلوس كاميني · باتريك مبوما · ألبيرت ميونغ · دانيل نغوم كومي · جيريمي نجيتاب · باتريك سوفو · بيير وومي | إسبانيا (ESP) · دافيد ألبيلدا · إيفان أمايا · ميغيل أنخل أنغولو · دانييل أرانزوبيا · خوان كابديفيلا · خوردي فيرون · غابري غارسيا · تشافي هيرنانديز · خيسوس ماريا لاكروز · ألبرتو لوكي · كارلوس مارتشينا · فليب أورتيز · كارليس بويول · خوسيه ماري (لاعب كرة قدم) · إسماعيل رويز · راؤول تامودو · توني فيلامازان · أوناي فيرغارا | تشيلي (CHI) · بيدرو رييس · نلسون تابيا · إيفان زامورانو · خافيير دي غريغوريو · كريستيان ألفاريز (لاعب كرة قدم تشيلي) · فرانسيسكو أرويه · بابلو كونتريراس · سيباستيان غونزاليس (لاعب كرة قدم تشيلي) · ديفيد هينريكس · مانويل إيبارا · كلاوديو مالدونادو · رينالدو نافيا · رودريغو نونيز · رافائيل أولارا · باتريثيو أورمازابال · ديفيد بيتزارو · رودريغو تيو · ماوريسيو روجاس تورو                                                   |
| كرة القدم في الألعاب الأولمبية الصيفية 2004           | الأرجنتين (ARG) · خيرمان لوكس · ويلي كاباييرو · روبرتو أيالا · فابريسيو كولوتشيني · غابرييل هاينزه · كليمنتي رودريغيز · لياندرو فرنانديز (لاعب كرة قدم أرجنتيني) · خافيير ماسكيرانو · كيلي غونزاليس · أندريس داليساندرو · لوتشو غونزاليز · نيكولاس ميدينا · سيزار ديلغادو · كارلوس تيفيز · ماورو روزاليس · خافيير سافيولا · ماريانو غونزاليز · لوسيانو فيغيروا | باراغواي (PAR) · رودريغو روميرو · إميليو مارتينيز · خوليو سيزار منصور · كارلوس غامارا · خوسيه ديفاكا · سيلسو إسكويفل · بابلو خيمينيز · إدغار باريتو · فريدي باريرو · دييغو فيغيريدو · أوريليانو توريس · بيدرو بينيتيز (لاعب كرة قدم) · خوليو سيزار إنسيسكو · خوليو فالنتين غونزاليس · إيرنيستو كريستالدو · أوزفالدو دياز · خوسيه كاردوزو · دييغو باريتو | إيطاليا (ITA) · إيفان بيليتزولي · ماركو أميليا · إميليانو موريتي · ماتيو فيراري · أندريا بارزالي · تشيزاري بوفو · جورجيو كيلليني · دانييلي بونيرا · جيامبييرو بينزي · أنجليو بالومبو · أندريا بيرلو · دانييلي دي روسي · ماركو دوناديل · ألبيرتو جيلاردينو · سيموني ديل نيرو · جوزيبي سكولي · أندريا جاسباروني · جياندومينيكو ميستو                                                                                                  |
| كرة القدم في الألعاب الأولمبية الصيفية 2008           | الأرجنتين (ARG) · أوسكار أوستاري · إزيكييل غاراي · فابيان مونزون · بابلو زاباليتا · فرناندو غاغو · فدريكو فازيو · خوسيه سوزا · إيفر بانيغا · إزيكييل لافيتزي · خوان رومان ريكيلمي · أنخيل دي ماريا · نيكولاس باريخا · لوتارو أكوستا · خافيير ماسكيرانو · ليونيل ميسي · سيرخيو أغويرو · دييغو بونانوتي · سرخيو روميرو · نيكولاس نافارو | نيجيريا (NGR) · أمبروز فانزيكين · شيبوزور اوكونكوو · أونيكاتشي أبام · ديلي أديليي · موندَي جيمس · تشينيدو أوباسي · ساني كايتا · فيكتور أوبينا · إسحاق بروميس · سولومون اوكورونكو · أولوافايمي أجيلوري · أولوبايو أديفيمي · بيتر أوديموينغي · إيفي أمبروس · فيكتور أنيتشيبي · ايمانويل إكبو · أكيشوكوا إزنوا · أولادابو أولوفيمي | البرازيل (BRA) · دييغو ألفيس · رينان بريتو سواريس · رافينيا (لاعب كرة قدم مواليد 1985) · أليكس سيلفا (لاعب كرة قدم، مواليد 1985) · تياغو سيلفا · مارسيلو · إلسينهو بيريرا دياس · برينو بورجيس · أندرسون هيرنانيس · أندرسون أوليفيرا · لوكاس ليفا · رونالدينيو · راميريز · دييغو ريباس · تياجو نيفيز · ألكساندر باتو · رافائيل سوبيس · جو (لاعب كرة قدم)                                                                             |
| كرة القدم في الألعاب الأولمبية الصيفية 2012           | المكسيك (MEX) · خوسيه دي خيسوس كورونا · إزرائيل خيمينيز · كارلوس سالسيدو · هيرام ماير · دارفين شافيز · هكتور هيريرا · خافيير كورتيس · ماركو فابيان · أوريبي بيرالتا · جيوفاني دوس سانتوس · خافيير أكينو · راؤول خيمينيز · دييغو رييس · خورخي إنريكيز (لاعب كرة قدم) · نيستور فيدريو · ميغيل آنخل بونسي · نيستور أراوغو · خوسيه أنطونيو رودريغيز | البرازيل (BRA) · غابرييل فاسكونسيلوس فيريرا · رافاييل بيريرا دا سيلفا · تياغو سيلفا · خوان جيسوس · ساندرو رانييري · مارسيلو · لوكاس مورا · رومولو (لاعب كرة قدم برازيلي) · لياندرو دامياو · أوسكار (لاعب كرة قدم) · نيمار · هالك (لاعب كرة قدم) · برونو أوفيني · دانيلو (لاعب كرة قدم مواليد يوليو 1991) · أليكس ساندرو · باولو هنريكي غانسو · ألكساندر باتو · نوربيرتو مورارا نيتو                                                                                      | كوريا الجنوبية (KOR) · جونغ سونغ ريونغ · أوه جاي سوك · يون سوك يونغ · كم يونغ غوون · كيم كي هي · غي سونغ يونغ · كم بو غيونغ · بايك سونج دونج · جي دونغ وون · بارك تشو يونغ · نام تاي هي · هوانغ سيوك هو · غو جا تشول · كيم تشانغ سو · بارك جونغ وو · جونغ وو يونغ · كيم هيون-سونغ · لي بوم يونغ |
| كرة القدم في الألعاب الأولمبية الصيفية 2016           | البرازيل (BRA) · ويفرتون بيريرا دا سيلفا · زيكا · رودريغو كايو · ماركينيوس · ريناتو أوغوستو · دوغلاس سانتوس · لوان فييرا · رافينيا ألكانتارا · غابرييل باربوسا · نيمار · غابرييل جيسوس · والاس سوزا · ويليام دي أزيفيدو فورتادو · لوان غارسيا تيكسيرا · رودريغو دورادو · تياغو مايا · فيليبي أندرسون · ويلسون دي أوليفيرا · | ألمانيا (GER) · تيمو هورن · جيريمي توليان · لوكاس كلوسترمان · ماتياس غينتر · نيكلاس زوله · سفين بيندر · ماكس ماير · لارس بيندر · دايفي سيلكي · ليون غوريتسكا · يوليان براندت · يانك هوت · فيليب ماكس · روبرت باور · ماكس كريستيانسن · غريشا بروميل · سيرج غنابري · نيلس بيترسن · إريك أولشلايجل | نيجيريا (NGR) · دانيال أكبيي · مونفوه سينسير · كينسلي مادو · عبد الله شيهو · ساترداي إيريمويا · ويليام تروست-إيكونغ · أمينو عمر · أوجينيكارو إيتيبو · إيموه إزيكييل · جون أوبي ميكل · جونيور أجاي · ساليو بوبولا · عمر صادق · ازوبيكي اوكونشكو · نديفريك أودو · ستانلي أموزي · محمد عثمان إدو · ايمانويل دانيال · |
| اليابان كرة القدم في الألعاب الأولمبية الصيفية 2020 · | البرازيل (BRA) · أدربار ميلو دوس سانتوس نيتو · غابرييل مينينو · دييغو كارلوس (لاعب كرة قدم، مواليد 1993) · ريكاردو غراسا · دوجلاس لويز سواريس · جيليرمي أرانا · باولينيو (لاعب كرة قدم، مواليد 2000) · برونو غيمارايش · ماتيوس كونيا · ريتشارليسون · أنتوني (لاعب كرة قدم) · برينو (لاعب كرة قدم مواليد 1999) · داني ألفيس · برونو فوكس (لاعب كرة قدم) · نينو · أبنر فينيسيوس · مالكوم (لاعب كرة قدم) · ماتيوس هينريك · رينيير جيسوس · كلاودينيو · غابرييل مارتينيلي · لوكاو | إسبانيا (ESP) · أوناي سيمون · أوسكار مينجويزا · مارك كوكورييا · باو توريس (لاعب كرة قدم مواليد 1997) · خيسوس فاييخو · مارتن زوبيميندي · ماركو أسينسيو · ميكل ميرينو · رافا مير · داني سيبايوس · ميكيل أويارزابال · إريك غارسيا (لاعب كرة قدم، مواليد 2001) · ألفارو فرنانديز (لاعب كرة قدم) · كارلوس سولير · خافي بوادو · بيدري · خافي بوادو · أوسكار جيل · داني أولمو · خوان ميراندا · بريان جيل · إيفان فيلار                                                          | المكسيك (MEX) · لويس مالاجون · خورخي إدواردو سانشيز · سيزار مونتيس · خيسوس ألبرتو أنغولو · جون فاسكيز · فلاديمير لورونا · لويس رومو · كارلوس ألبرتو رودريغيز · هنري مارتين · دييغو لانيز · ألكسيس فيغا · أدريان مورا (لاعب كرة قدم) · غييرمو أوتشوا · إريك أغيري · أوريل أنتونا · خوسيه خواكين إسكيفيل · فرنسيسكو سباستيان كوردوفا · إدواردو أغويري · خيسوس ريكاردو أنغولو · فرناندو بلتران · روبرتو ألفارادو · سيباستيان خورادو    |
| كرة القدم في الألعاب الأولمبية الصيفية 2024           | إسبانيا (ESP) · أرناو تيناس · مارك بوبيل · خوان ميراندا · إريك غارسيا (لاعب كرة قدم، مواليد 2001) · باو كوبارسي · بابلو باريوس (لاعب كرة قدم) · دييغو لوبيز · بينات تورينتيس · أبيل رويز · ألكس باينا · فيرمين لوبيز · جون باتشيكو · خوان غارسيا · إيمار أوروز · ميغيل غوتيريز (لاعب كرة قدم مواليد 2001) · أدريان برنابي · سيرجيو غوميز مارتن · سامو أوموروديون · كريستيان موسكيرا · خوانلو سانشيز · سيرجيو كاميلو · أليخاندرو إيتوربي                                      | فرنسا (FRA) · أوبيد نكامباديو · كاستيلو لوكيبا · أدريان تروفيرت · لويك بادي · كيليان سيلديليا · كواديو كونيه · مايكل أوليز · ماغنيس أكليوش · أرنود كاليمويندو · ألكسندر لاكازيت · ديزيري دوي · اينزو ميلوت · جوريس شوتارد · جون فيليب ماتيتا · برادلي لوكو · غيووم رستيس · سونغوتو ماجاسا · ريان شرقي · كريسلاين ماتسيما · أندي ضيوف · يوهان ليبنانت | المغرب (MAR) · منير محمدي · أشرف حكيمي · أكرم النقاش · مهدي بوكامير · عادل تاحيف · بنيامين بوشواري · إلياس بن صغير · بلال الخنوس · سفيان رحيمي · إلياس أخوماش · زكرياء الواحدي · رشيد غانمي · ياسين كيشتا · أسامة ترغلين · المهدي موهوب · عبد الصمد الزلزولي · أسامة العزوزي · أمير ريتشاردسون · هيثم منعوت |
| الألعاب الأولمبية الصيفية 2028                        | | | |
| الألعاب الأولمبية الصيفية 2032                        | | | |

## السيدات
| الألعاب                                     | الذهبية | الفضية | البرونزية |
| ------------------------------------------- | --- | --- | --- |
| 1996 أتلانتا ‏                               | الولايات المتحدة (USA) · ماري هارفي · سيندي بارلو · كارلا أوفربيك · تيفاني روبرتس · براندي تشاستين · ستاسي ويلسون · شانون ماكميلان · ميا هام · ميتشيل أكرس · جولي فودي · كارين جابارا · كريستين ليلي · جوي فوسيتي · تيشا فينتوريني · تيفاني ميلبريت · بريانا سكوري                                                                    | الصين (CHN) · تشونغ هونغليان · وانغ ليبينغ · فان يونجي · يو هونغتشي · شي هويلين · تشاو ليهونغ · وي هاييينغ · شوي تشينغشيا · سن وين · ليو أيلينغ · صن تشينغمي · ون ليرونغ · ليو ينغ · تشين يوفينغ · شي غويهونغ · قاو هونج | النرويج (NOR) · بينتي نوردباي · أغنيت كارلسن · غرو إسبيسيث · نينا نيمارك أندرسن · ميريت مايكلبوست · هيجي رييسي · آن نيمارك أندرسن · هايدي ستوري · ماريان بيترسن · ليندا ميدالين · بريت سانداوني · كيرستي ثون · تينا سفينسون · تون هاوغن · ترين تانجيراس · آن كريستين آرونس · تون جون فروستول · ريدون سيث · إنغريد ستيرنهوف        |
| 2000 سيدني ‏                                 | النرويج (NOR) · غرو إسبيسيث · بينتي نوردباي · ماريان بيترسن · هيجي رييسي · كريستين بيككيفولد · راغنهيلد جولبراندسن · سولفيغ جولبراندسن · مارغون هاوغينيس · إنجبورج هوفلاند · كريستين كيم جنسن · سيلجي يورغينسن · مونيكا كنودسن · غوريل كرينغن · أوني لهن · داغني ميلغرن · أنيتا راب · بريت سانداوني · بينتي كيفتلاند                  | الولايات المتحدة (USA) · براندي تشاستين · جوي فوسيتي · جولي فودي · ميا هام · كريستين ليلي · تيفاني ميلبريت · كارلا أوفربيك · سيندي بارلو · بريانا سكوري · لورى فير · شانون ماكميلان · سيري مولينيكس · كريستي بيرس · نيكي سيرلينغا · دانييل سلاتون · كيت سوبيرو · سارا ويلين | ألمانيا (GER) · أريان هينجست · ميلاني هوفمان · شتيفاني جونز · ريناتي لينغور · مارين ماينرت · ساندرا ميننيرت · كلوديا مولر · بريجيت برينتس · سالكي روتينبيرج · كرستين شتيغيمان · بتينا ويغمان · تينا وندرليش · نيكول براندبوسيميير · نادين آنجرير · دوريس فيتشين · جينيت غوتيه · ستيفاني غوتشليك · اينكا غرينغز                    |
| كرة القدم في الألعاب الأولمبية الصيفية 2004 | الولايات المتحدة (USA) · بريانا سكوري · هيذر ميتس · كريستي بيرس · كات ريديك · ليندسي تاربلي · براندي تشاستين · شانون بوكس · أنجيلا هيوكلز · ميا هام · ألي فاغنر · جولي فودي · سيندي بارلو · كريستين ليلي · جوي فوسيتي · كيت ماركغراف · آبي وامباك · هيذر أورايلي · كريستين لاكنبيل                                                    | البرازيل (BRA) · أندريا · مارافيليا · مونيكا · تانيا · جوليانا · دانييلا ألفيس ليما · روزانا · ريناتا كوستا · ألين · Formiga · إيلين · مايكون باربيران · بريتينها · مارتا · كرستياني روزييرا · روزلي · دايان · غرازييلي | ألمانيا (GER) · سالكي روتينبيرج · كرستين شتيغيمان · كيرستين قارفريكيس · شتيفاني جونز · سارة جونتر · فيولا أوديبريخت · بترا ويمبرسكي · بريجيت برينتس · ريناتي لينغور · مارتينا مولر (لاعبة كرة قدم) · ناڤينا أوميلاد · ساندرا ميننيرت · إيزابيل باشور · سونيا فوس · كوني بولرز · أريان هينجست · نادين آنجرير                       |
| كرة القدم في الألعاب الأولمبية الصيفية 2008 | الولايات المتحدة (USA) · هوب سولو · هيثر ميتس · كريستي بيرس · راشيل فان هوليبك · ليندسي تاربلي · ناتاشا كاي · شانون بوكس · إيمي رودريغز · هيذر أورايلي · ألي فاغنر · كارلي لويد · لورين هوليداي · توبين هيث · ستيفاني كوكس · كيت ماركغراف · أنجيلا هوكلس · لوري تشالوبني · نيكول بارنهارت                                             | البرازيل (BRA) · أندريا · سيموني · أندريا روزا · تانيا · ريناتا كوستا · مايكون باربيران · دانييلا ألفيس ليما · فورميغا · إيستر · مارتا · كريستياني روزييرا · باربرا (لاعبة كرة قدم) · فرانسيلي · بريتينيا · فابيانا (لاعبة كرة قدم) · إريكا · مورين · روزانا | ألمانيا (GER) · نادين آنجرير · كريستين شتيغيمان · زاسكيا بارتوسياك · بابيت بيتر · آنيكي كران · ليندا بريسونيك · ميلاني بيرنغير · ساندرا سميزيك · بريجيت برينتس · ريناته لينغور · آنيا ميتاغ · أورسولا هول · سيليا شاشيتش · سيموني لاودر · فاتمير ألوشي · كوني بولرز · أريان هينغست · كيرستين غارفريكيس                            |
| كرة القدم في الألعاب الأولمبية الصيفية 2012 | الولايات المتحدة (USA) · هوب سولو · هيثر ميتس · كريستي بيرس · بيكي ساوربورن · كيلي أوهارا · إيمي ليبيلبيت · شانون بوكس · إيمي رودريغز · هيذر أورايلي · كارلي لويد · سيدني ليرو · لورين هوليداي · أليكس مورغان · آبي وامباك · ميغان رابينو · راشيل فان هوليبك · توبين هيث · نيكول بارنهارت                                             | اليابان (JPN) · ميهو فوكوموتو · يوكاري كينغا · أزوسا إيواشيميزو · ساكي كوماجاي · أيا ساماشيما · ميزوهو ساكاغوتشي · كوزوي أندو · أيا مياما · ناهومي كاواسومي · هوماري ساوا · شينوبو أونو · كيوكو يانو · كارينا ماروياما · أسونا تاناكا · ميغومي تاكاسا · مانا إيوابوتشي · يوكي ناغاساتو · أيومي كارو | كندا (CAN) · كارينا ليبلانك · إميلي زورير · تشلسي ستيوارت · كارميلينا موسكاتو · روبن غايل · كايلين كايل · ريان ويلكينسون · ديانا ماثيسون · كانداس شابمان · لورين سيسلمان · ديزيري سكوت · كريستين سينكلير · سوفي شميت · ميليسا تانكريدي · كيلي باركر · جونيل فيليغنو · بريتاني باكستر · إيرين مك ليود · ميلاني بوث · ماري إيف نولت |
| كرة القدم في الألعاب الأولمبية الصيفية 2024 | الولايات المتحدة (USA) · أليسا نايير · إميلي فوكس (لاعبة كرة قدم) · كوربن ألبرت · نومي غيرما · ترينيتي رودمان · كيسي شورت · كريستال دان · لين وليامز · مالوري بيو · ليندسي هوران · صوفيا سميث (لاعبة كرة قدم) · تيرنا ديفيدسون · جينا نايشونغر · إميلي سونيت · جيدن شو · روز لافيل · سام كووفي · كيسي ميرفي · كروى بيثون · إميلي سامز | البرازيل (BRA) · لورينا (كرة قدم) · أنتونيا (لاعبة كرة قدم) · تارسياني · رافائيلي سوزا · دودا سامبايو · تاميريس · كيرولين · فيتوريا يايا · أدريانا (لاعبة كرة قدم مواليد 1996) · مارتا · جينيفر · تاينا (كرة قدم) · ياسميم (لاعبة كرة قدم) · لودميلا (كرة قدم) · تايس (لاعبة كرة قدم مواليد 1996) · غابي نونيز · آنا فيتوريا · غابي بورتيلو · بريسيلا (لاعبة كرة قدم مواليد 2004) · أنجلينا (لاعبة كرة قدم) · لورين (لاعبة كرة قدم مواليد 2002) · لوسيانا (كرة قدم) | ألمانيا (GER) · ميرل فرومس · ساراي ليندر · كاثرين هندريش · بيبيان شولز · مارينا هيجيرينغ · يانينا مينج · ليا شولر · سيدني لومان · سيوكي نوسكين · لورا فريجانغ · أليكساندرا بوب · آن كاترين بيرغر · سارة دورسون · إليزا سينس · يوليا غوين · يولي براند · كلارا بوهل · فيفيان إندمان · فيليستاس راوش · نيكول أنيومي                 |

## الفائزون المتعددون بالميداليات الذهبية الفردية

### الرجال
ذهبيتان
 خافيير ماسكيرانو (الأرجنتين) (2004، 2008)
 ديزو نوفاك (المجر) (1964، 1968)
 خوسيه لياندرو أندرادي (الأوروغواي) (1924، 1928)
 بيدرو أريسبي (الأوروغواي) (1924، 1928)
 بيدرو سيا (الأوروغواي) (1924، 1928)
 أندريس مازالي (الأوروغواي) (1924، 1928)
 خوسيه ناسازي (الأوروغواي) (1924، 1928)
 بيدرو بيتروني (الأوروغواي) (1924، 1928)
 هيكتور سكاروني (الأوروغواي) (1924، 1928)
 سانتوس أورديناران (الأوروغواي) (1924، 1928)
 آرثر بيري (بريطانيا العظمى) (1908، 1912)
 فيفيان وودوارد (بريطانيا العظمى) (1908، 1912)

### السيدات
ثلاث ذهبيات
 شانون بوكس (الولايات المتحدة) (2004، 2008، 2012)
 كريستي رامبوني (الولايات المتحدة) (2004، 2008، 2012)
 هيذر ميتس (الولايات المتحدة) (2004، 2008، 2012)
 هيذر أورايلي (الولايات المتحدة) (2004، 2008، 2012)
ذهبيتان
 نيكول بارنهارت (الولايات المتحدة) (2008، 2012)
 راشيل بوهلر (الولايات المتحدة) (2008، 2012)
 براندي تشاستين (الولايات المتحدة) (1996، 2004)
 لورين تشيني (الولايات المتحدة) (2008، 2012)
 جوي فوسيت (الولايات المتحدة) (1996، 2004)
 جولي فودي (الولايات المتحدة) (1996، 2004)
 أنجيلا هوكلس (الولايات المتحدة) (2004، 2008)
 ميا هام (الولايات المتحدة) (1996، 2004)
 توين هيث (الولايات المتحدة) (2008، 2012)
 كريستين ليلي (الولايات المتحدة) (1996، 2004)
 كارلي لويد (الولايات المتحدة) (2008، 2012)
 كيت ماركغراف (الولايات المتحدة) (2004، 2008)
 سيندي بارلو (الولايات المتحدة) (1996، 2004)
 إيمي رودريغيز (الولايات المتحدة) (2008، 2012)
 بريانا سكوري (الولايات المتحدة) (1996، 2004)
 هوب سولو (الولايات المتحدة) (2008، 2012)
 ليندسي تاربيلي (الولايات المتحدة) (2004، 2008)
 ألي واغنر (الولايات المتحدة) (2004، 2008)
 آبي وامباك (الولايات المتحدة) (2004، 2012)